# La Chapelle-Caro
La Chapelle-Caro is een plaats en voormalige gemeente in Frankrijk, in Bretagne. De plaats maakt deel uit van het arrondissement Pontivy. De plaats telde 1.428 inwoners op 1 januari 2018.

## Geschiedenis
De gemeente maakte voor 2015 deel uit van het kanton Malestroit. Toen het kanton op 22 maart 2015 werd opgeheven werd La Chapelle-Caro opgenomen in het kanton Moréac.
La Chapelle-Caro is op 1 januari 2016 gefuseerd met de gemeenten Quily en Le Roc-Saint-André tot de gemeente Val d'Oust.

## Geografie
De oppervlakte van La Chapelle-Caro bedraagt 16,49 vierkante kilometer; Op 1 januari 2018 was de bevolkingsdichtheid 86,6 inwoners per km². Nabij La Chapelle-Caro ligt het gesloten Station Roc-Saint-André - La Chapelle. 
De onderstaande kaart toont de ligging van La Chapelle-Caro met de belangrijkste infrastructuur en aangrenzende gemeenten.

## Demografie
Onderstaande figuur toont het verloop van het inwonertal.